# Cheilopogon papilio
Cheilopogon papilio är en fiskart som först beskrevs av Clark, 1936.  Cheilopogon papilio ingår i släktet Cheilopogon och familjen Exocoetidae. IUCN kategoriserar arten globalt som livskraftig. Inga underarter finns listade i Catalogue of Life.